# Valea Iclandului
Valea Iclandului – wieś w Rumunii, w okręgu Marusza, w gminie Iclănzel. W 2011 roku liczyła 18 mieszkańców.